# Gymnothorax prionodon
'Gymnothorax prionodon' es una especie de peces de la familia de los morénidas en el orden de los Anguilliformes.

## Morfología
Los machos pueden llegar a alcanzar los 150 cm de longitud total.

## Distribución geográfica
Se encuentra desde el sur del Japón hasta el Mar de la China Meridional, Australia y Nueva Zelanda.